# William Courtenay, VIII conte di Devon
William Courtenay, VIII conte di Devon (30 ottobre 1742 – Londra, 14 ottobre 1788), è stato un nobile inglese.

## Biografia

### Infanzia

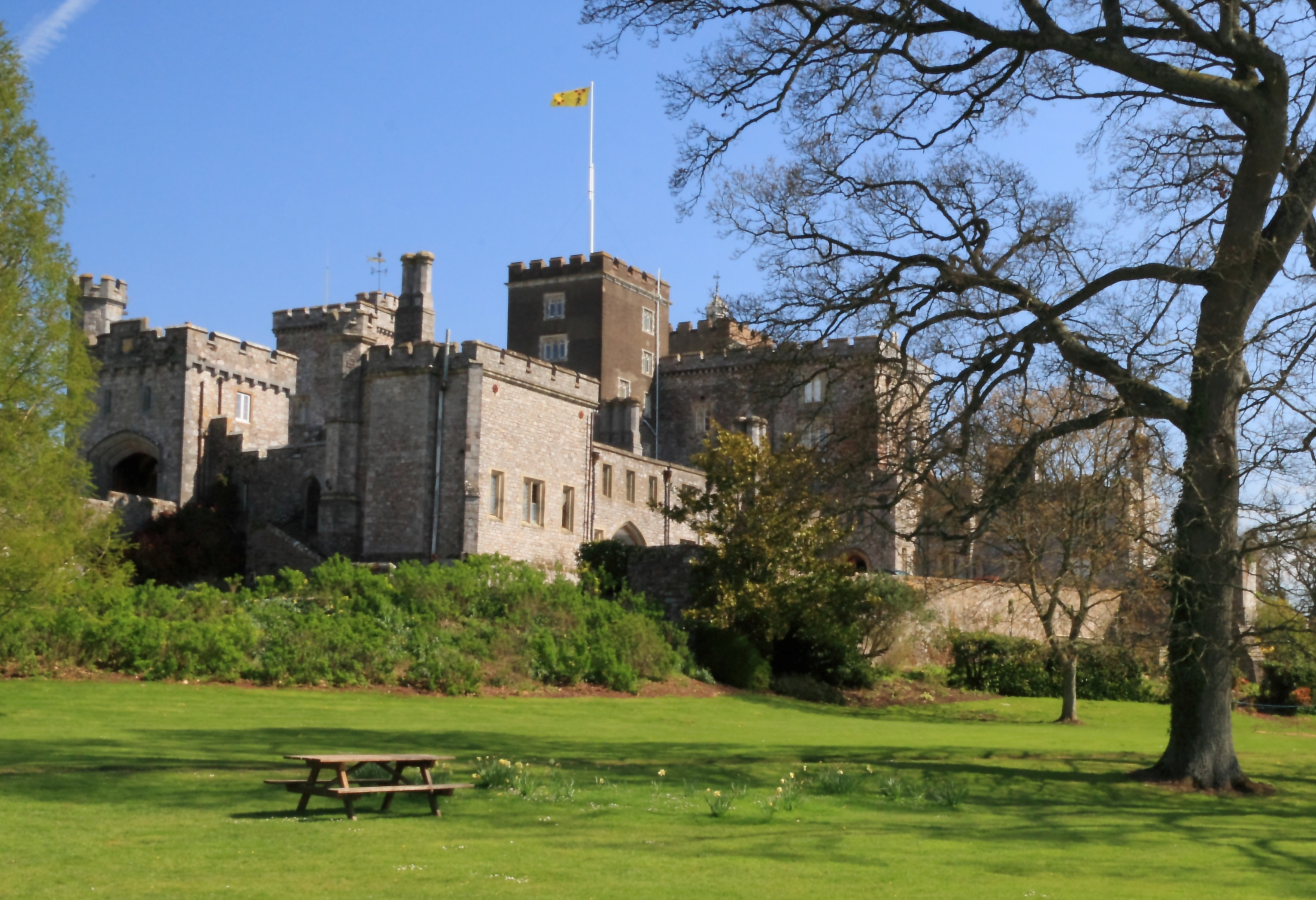
Powderham Castle, sede dei Courtenay

Era l'unico figlio maschio di William Courtenay, VII conte di Devon, e di sua moglie, Lady Frances Finch, figlia di Heneage Finch, II conte di Aylesford.
Nel 1762 successe al padre nella contea.

### Matrimonio
Sposò, il 7 maggio 1762, Frances Clack (1740-25 marzo 1782), figlia di Thomas Clack. Ebbero undici figli

### Morte
Morì il 14 ottobre 1788, all'età di 45 anni a Londra.

## Discendenza
Dal matrimonio tra William Courtenay e Frances Clack nacquero:
- Lady Frances (1763-?), sposò Sir John Honeywood, IV Baronetto, ebbero quattro figli;
- Lady Charlotte (14 febbraio 1764-?), sposò Esquire Thomas Gifford;
- Lady Elizabeth (2 settembre 1766-11 settembre 1815), sposò Lord Charles Henry Somerset, ebbero sei figli;
- William Courtenay, IX conte di Devon (30 luglio 1768-26 maggio 1835);
- Lady Lucy Courtenay (13 giugno 1770-27 gennaio 1822), sposò John Vaughan, III conte di Lisburne, ebbero sei figli;
- Lady Harriet (7 settembre 1771-14 aprile 1826), sposò George Thynne, II barone Carteret, non ebbero figli;
- Lady Anne Courtenay (2 luglio 1774-6 gennaio 1835), sposò George Annesley, II conte di Mountnorris, ebbero due figli;
- Lady Caroline Eustasia (26 marzo 1775-6 marzo 1851), sposò il colonnello Charles Morland, ebbero una figlia;
- Lady Matilda Jane (6 luglio 1778-?), sposò Esquire John Lock;
- Lady Sophia (25 gennaio 1780-?), sposò il tenente-colonnello Nathaniel Foy;
- Lady Louisa Augusta (1781-8 febbraio 1825), sposò Lord Edward Somerset, ebbero otto figli.